# Dipteryx punctata
Dipteryx punctata là một loài thực vật có hoa trong họ Đậu. Loài này được (S.F.Blake) Amshoff miêu tả khoa học đầu tiên.